# Березовка (Зилаирский район)
Березовка (баш. Березовка) — деревня в Зилаирском районе Республики Башкортостан Российской Федерации. Входит в состав Кананикольского сельсовета. 

## География

### Географическое положение
Расстояние до:
- районного центра (Зилаир): 83 км,
- центра сельсовета (Кананикольское): 18 км,
- ближайшей железнодорожной станции (Сибай): 133 км.

## Население
| 2002 | 2009 | 2010 |
| ---- | ---- | ---- |
| 122  | ↘76  | ↗77  |

Согласно переписи 2002 года, преобладающая национальность — русские (94 %).